# Elaeocarpus weibelianus
Elaeocarpus weibelianus är en tvåhjärtbladig växtart som beskrevs av C. Tirel. Elaeocarpus weibelianus ingår i släktet Elaeocarpus och familjen Elaeocarpaceae. Inga underarter finns listade i Catalogue of Life.